# Dione moneta
Dione moneta is een vlinder uit de familie van de Nymphalidae. De wetenschappelijke naam van de soort werd voor het eerst geldig gepubliceerd in 1825 door Jacob Hübner.